# هوندا کرایدر
هوندا کرایدر (به ژاپنی: ホンダ・クライダ) (به انگلیسی: Honda Crider) یک خودروی سدان کامپکت است که در سال ۲۰۱۳ معرفی شده و توسط شرکت خودروسازی گوانگ‌چی هوندا در چین تولید می‌شود.
کرایدر جهت پر کردن فضای خالی میان مدل‌های سیویک و آکورد طراحی و ساخته شده‌است. این خودرو به‌طور اختصاصی جهت عرضه در بازار کشور چین تولید می‌شود؛ با این حال در برخی موارد به کشورهای دیگر نیز صادر می‌گردد.

## نسل نخست (۲۰۱۳–۲۰۱۸)
نخستین نسل هوندا کرایدر در سال ۲۰۱۳ و با قیمت ۱۱۴٬۸۰۰ یوان (حدود ۱۸٬۷۰۰ دلار) معرفی شد. این خودرو بر اساس ساختار بدنهٔ مدل سیتی با ابعاد بزرگتر ساخته شده‌است. سیستم تعلیق این خودرو در جلو از نوع مک‌فرسون مستقل، و در عقب از نوع میله پیچشی در عقب است. تمام مدل‌های نسل اول کرایدر از ترمز دیسکی در هر چهار چرخ و فرمان الکتریکی بهره‌مند هستند.

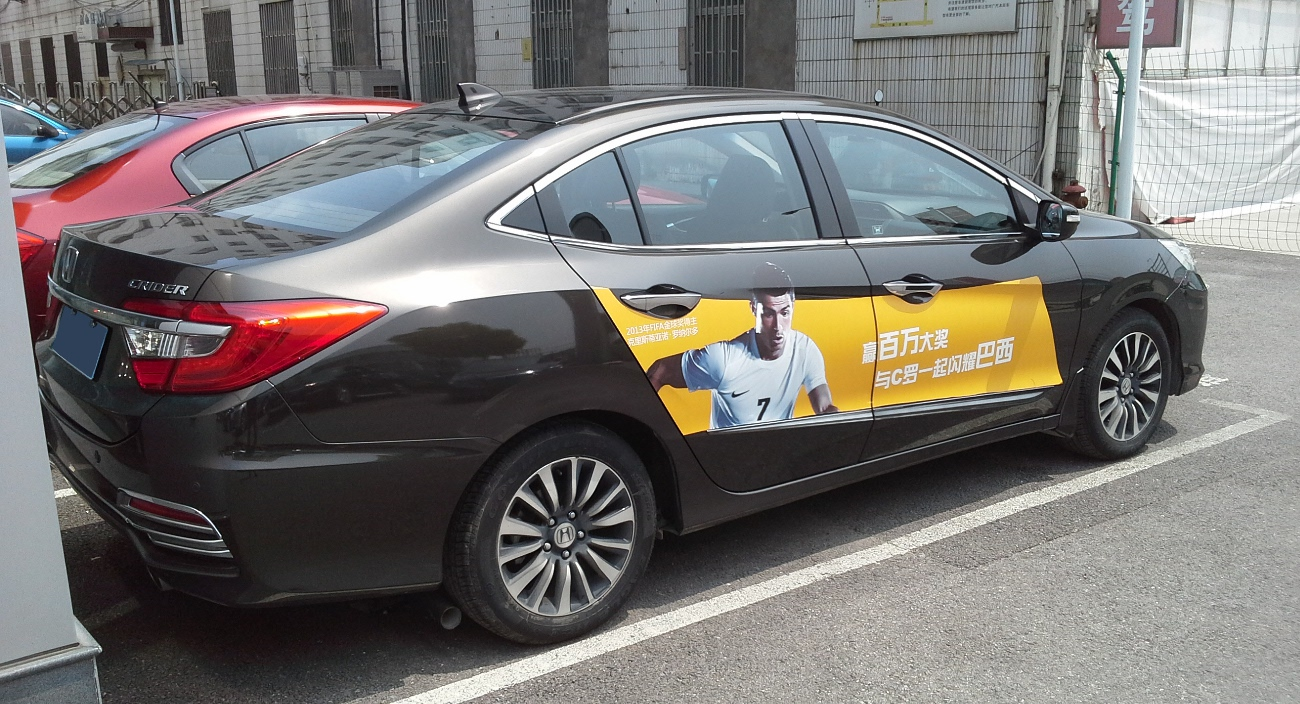
هوندا کرایدر (پیش از تغییر چهره، چین)

## نسل دوم (۲۰۱۸–اکنون)
نسل دوم هوندا کرایدر در سپتامبر ۲۰۱۸ وارد بازار کشور چین شد. این نسل در مقایسه با نسل قبلی، ۹۲ میلیمتر در طول، ۵۴ میلیمتر در عرض، و ۴ میلیمتر در ارتفاع بزرگتر است. یک موتور ۱٫۸ لیتری بنزینی چهارسیلندر ۱۶ سوپاپ تنفس طبیعی با توان خروجی ۱۳۹ اسب بخار (۱۰۴ کیلووات) و گشتاور ۱۷۲ نیوتن متر (۱۲۷ پوند-فوت) به عنوان پیشرانهٔ پایه برای نسل دوم کرایدر در نظر گرفته شده‌است. قیمت این خودرو بسته به تیپ انتخابی از ۲۰٬۵۰۰ تا ۲۷٬۰۰۰ دلار متغیر است.

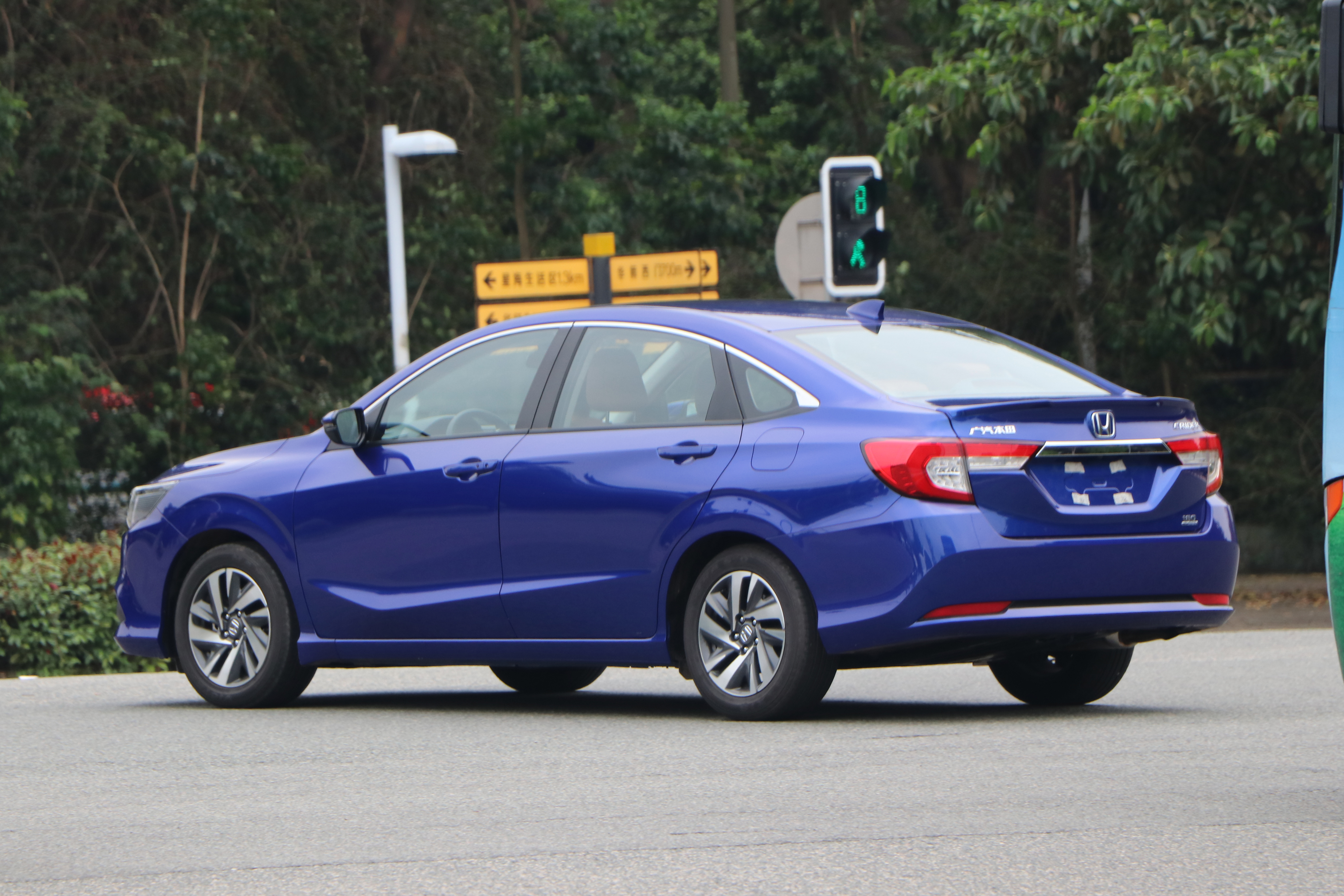
هوندا کرایدر ۱۸۰ توربو (چین)